# Thaumatosmylus diaphanus
Thaumatosmylus diaphanus là một loài côn trùng trong họ Osmylidae thuộc bộ Neuroptera. Loài này được Gerstaecker miêu tả năm 1894.